# Râul Râbnița
Râul Râbnița este un afluent de stânga al fluviului Nistru, care curge prin Ucraina și Republica Moldova. Își începe cursul din izvorul situat la 6 km spre nord-est de satul Petreuca din Ucraina, la altitudinea de 180 de metri. Râbnița se revarsă în fluviu în regiunea kilometrului 422 de la gura fluviului, lângă orașul Rîbnița.
Lățimea râului este de 1-5 m, adâncimea 0,1-0,4 m, viteza cursului de apă 0,2-0,3 m/s. În amonte de satul Broșteni, s-au creat două lacuri de acumulare cu o lungime de 0,3 și, respectiv, 0,5 km, cu lățimea de baraj de 130-150 m și adâncimi de 3,0-2,8 m.

## Bazin
Bazinul râului este situat pe malul stâng al Nistrului în partea sudică a Podișului Podoliei. Cotele absolute ale cumpenelor de apă variază între 150 și 270 de metri. Suprafața este deluroasă, dezmembrată de multe vâlcele și ravene. Dealurile au versanți domoli, fiind acoperite cu vegetație de stepă, cu cernoziomuri.  O mare parte din suprafața este ocupată de terenuri arabile, pădurile ocupă doar 4,4% din suprafața totală.
Afluentul principal ai râului Râbnița este râul Vărăncăul Lung (de stânga) cu o lungime de 17 km.

## Valea râului
Valea râului este puțin șerpuitoare, în formă de V latin, cu lățimea de 2-5 km, cu versanți concavi, abrupți, uneori aproape verticali, cu înălțimea de 80-150 m, puternic dezmembrați pe ravene.